# 上海市同仁医院
上海市同仁医院又名上海交通大学医学院附属同仁医院和上海市同仁红十字医院，是位於中華人民共和國上海市長寧區的一家三级综合性醫院，醫院共分為仙霞路院区和哈密路院区。

## 歷史

### 长宁区同仁医院
1866年11月，美国圣公会牧师汤蔼礼（Elliot Heber Thomson）和从美国回到清朝的牧师吴虹玉在救主堂附近的文监师路百老汇路（虹口區塘沽路大名路）開辦了一个名為同仁医局的诊所。1867年，诊所扩大规模，改名為同仁医馆，1880年，文惠廉长子文恒理（Henry William Boone）來到上海，将诊所搬遷至熙华德路文监师路（虹口區长治路塘沽路），同時扩建为医院，名稱更改為同仁医院（St. Luke’s Hospital），醫院的英文名來自於路加。文恒理還在醫院内开办医疗助理训练班，後医疗助理训练班改为医科学校，這是上海最早的西医教育机构。1882年，文理恒又在同仁医院開办护士训练班，這是中国第一家培养医疗护理人员的機構。1896年，圣约翰书院设立医学部，文恒理担任医学部主任，同仁医校并入醫學部，同仁医院同時成为圣约翰书院附属教学医院。1882 年，同仁医院成功实施第一例眼科手术和卵巢切除術。1886年，同仁医院成立清朝首家医学博物馆。1909年，同仁医院引入救护车，這是清朝第一辆救护车。
20世纪初，同仁医院从熙华德路搬遷至虬江路，1930年代又搬遷至海格路（華山路）。1937年淞滬會戰爆发，医院又迁至愚园路、白利南路（長寧路）路口。1941年太平洋战争爆发後，日军接管上海租界，同仁医院建築被日軍佔領。医院一部分迁往爱文义路（北京西路），與广仁医院合并，另一部分搬遷至大西路、忆定盘路（延安西路、江苏路）並改名同仁第二医院。1945年第二次中日戰爭結束後，圣约翰大学將校门东边的梵皇渡路（萬航渡路）一块土地劃給同仁医院作為新院址。中国高等院校院系调整後，圣约翰大学撤銷，同仁医院成为独立醫院。1955年，同仁医院被政府卫生部门接管。文化大革命时期，医院改名為东风医院。1977年，醫院搬遷至愚园路738号，1979年恢复同仁医院的名稱。1970年代同仁医院研制出中国第一台彩色电视胃镜。

### 长宁区中心医院
长宁区中心医院，又名上海市长宁区红十字医院，成立于1999年，位于新泾镇仙霞路1111号，由卫生部评为二级甲等医院。

### 上海交通大学医学院附属同仁医院
2013年12月8日，长宁区中心医院與长宁区同仁医院合并为“上海市同仁医院”，并掛牌“上海交通大学医学院附属同仁医院”。
2020年2月，同仁医院发现上海首例2019冠狀病毒病确诊病例。
2020年4月16日，经上海市卫生健康委批准，同仁医院由二级甲等升级为三级乙等。
2021年1月5日，同仁医院试点數字人民幣使用，成为上海首个试点数字人民币的场所。

## 院內出生
- 宋美齡

## 外部連結
- 官方网站